# Erik Dahlberg (regissör)
Erik Adolf Dahlberg, född 21 juni 1880 i Sankt Nicolai församling, Stockholm, död 4 januari 1950 i Engelbrekts församling, Stockholm, var en svensk filmregissör, manusförfattare, dramatiker och biografföreståndare i Stockholm.

## Biografi
Dahlberg började sin yrkesverksamhet inom bok- och tidningstryckeribranschen. Han var en tid resande för ett pappersbruk och startade 1916 en egen firma för försäljning av maskiner och papper för grafisk industri. I unga år studerade han musik och sång. Han skrev manuskript till filmen "Gustaf III och Bellman" och var också filmens regissör. Han stödde konsertverksamheten i Nationalmuseum. År 1935 utsågs han till generalkonsul för El Salvador.
Dahlberg var en av pionjärerna inom svensk film, 1908 ägde han en av de två filmkameror, som vid denna tid fanns i Stockholm. Han var anställd som biografföreståndare för Templarordens båda stockholmsbiografer Apollo och Nya London.
Dahlberg var även aktiv i föreningslivet, exempelvis som ordförande i sällskapet W-sex 1929–1935 och som skattmästare i Stockholms-Gillet 1936–1941.

## Familj
Fadern Gustaf Dahlberg var typograf och modern hette Alina Karolina Lindström.

## Regi
- 1908 – Kolingen
- 1908 – Gustaf III och Bellman

## Filmmanus
- 1908 – Gustaf III och Bellman